# Joan Ullés Bascompte
Joan Ullés i Bascompte (Terrassa, 30 de desembre de 1920 - Terrassa, 20 de gener de 2017) era un militant de la CNT i d'ERC.
Fill d'un dels fundadors de Fraternitat Republicana-Casa del Poble ] i segon de quatre germans, va haver de deixar d'anar a l'escola a l'edat de 12 anys per ajudar la seva mare, treballadora tèxtil. Als 14 anys va entrar com a aprenent de mecànic en un taller de metall i l'any següent es va adherir a la CNT
Després de participar en la lluita contra la revolta militar de juliol de 1936, va participar en la col·lectivització de la botiga de reparació de maquinària tèxtil, Casa de Bach de Terrassa, sent vuit treballadors i passar a anomenar Taller Confederal Número 1. El taller es va dedicar a la fabricació de la pistola Astra, coneguda com a Pistola Ascaso.
En el mes de març de 1938, es va allistar com a voluntari a la Columna Durruti de la CNT, (més tard anomenada 26a divisió) al front d'Aragó, i després va ser enviat a la 25 Divisió, amb la que va participar en la batalla de la Vall Farrera. Després va ser enviat uns mesos a l'escola militar per estudiar els serveis d'informació i observació. En sortir de l'escola militar, va ser enviat a la 62a Brigada Mixta, que pertanyia a la 31 Divisió comandada per Manuel Trueba Mirones.
Al final de la guerra, havent participat en la lluita a Catalunya, es va retirar amb l'exèrcit republicà, passant pel Coll d'Ares (Pirineu), cap a França i va ser internat al camp de concentració del Barcarès durant 8 mesos. Després de passar per diversos camps de concentració, va ser enviat a treballar a Tolosa a Société de Construction de l'Aréonautique du Midi. Amb l'ocupació nazi de França, en el mes de juny de 1940, és traslladat a treballar a les mines de Decazeville i amb altres militants de la CNT formen un grup de resistència contra l'ocupant nazi.
En el mes de gener de 1946 es va instal·lar a Marsella, on la seva dona tenia família, i va treballar com a mecànic torner fins al febrer de 1951, quan va emigrar a l'Argentina. Al febrer de 1976, després de la mort de Franco, va fer un viatge a Catalunya i Europa, i va tornar definitivament el 24 maig de 1982, establint-se a Terrassa. Dos anys després es va afiliar a ERC, sumant-se a la tasca de consolidar la secció local.
Darrerament era militant de la CNT, ERC i membre del Centre d'Estudis Llibertaris Francesc Sàbat de Terrassa. La seva mort es va produir el 20 de gener de 2017.